# 日現
日現（にちげん、1496年（明応5年） - 1561年8月31日（永禄4年7月21日））は、戦国時代に活躍した日蓮宗の僧。佛壽院。

## 経歴
武蔵国池上生まれ。鎌倉の妙本寺と池上本門寺の十一世貫首。

## 一族
池上氏の一族。

## 参考資料
- 『佛壽院日現聖人』池上本門寺霊宝殿（2010年）
- 宮崎英修『不受不施派の源流と展開』平楽寺書店（1969年）